# Slowaaks voetbalelftal in 2012
Het Slowaaks voetbalelftal speelde negen interlands in het jaar 2012, waaronder vier duels in de kwalificatiereeks voor het WK voetbal 2014 in Brazilië. De selectie stond onder leiding van Michal Hipp en Stanislav Griga, de opvolgers van de begin 2012 opgestapte Vladimír Weiss. Op de in 1993 geïntroduceerde FIFA-wereldranglijst zakte Slowakije in 2012 van de 39ste (januari 2012) naar de 47ste plaats (december 2012). Aanvoerder en middenvelder Marek Hamšík van SSC Napoli stond in alle negen gespeelde duels in de basisopstelling, net als in 2011.

## Balans
| Wedstrijden | Wedstrijden | Wedstrijden | Wedstrijden | Doelpunten | Doelpunten | Doelpunten | Punten |
| Gespeeld    | Winst       | Gelijk      | Verlies     | Voor       | Tegen      | Saldo      | Punten |
| ----------- | ----------- | ----------- | ----------- | ---------- | ---------- | ---------- | ------ |
| 9           | 4           | 1           | 4           | 10         | 11         | –1         | 1.000  |

## Interlands
|                                                                  |                 |       |                                       |                                                                                     |
| 29 februari Vriendschappelijk № 213 «onderlinge duels» 20:30 uur | Turkije         | 1 – 2 | Slowakije                             | Atatürk Stadion, Bursa Toeschouwers: 13.000 Scheidsrechter: Thorsten Kinhöfer (GER) |
| 29 februari Vriendschappelijk № 213 «onderlinge duels» 20:30 uur | Ömer Toprak 85' |       | 24' Vladimír Weiss 39' Miroslav Stoch | Atatürk Stadion, Bursa Toeschouwers: 13.000 Scheidsrechter: Thorsten Kinhöfer (GER) |

|                                                             |                    |       |           |                                                                                      |
| 26 mei Vriendschappelijk № 214 «onderlinge duels» 16:00 uur | Polen              | 1 – 0 | Slowakije | Wörthersee Stadion, Klagenfurt Toeschouwers: 2.200 Scheidsrechter: René Eisner (AUT) |
| 26 mei Vriendschappelijk № 214 «onderlinge duels» 16:00 uur | Damien Perquis 30' |       |           | Wörthersee Stadion, Klagenfurt Toeschouwers: 2.200 Scheidsrechter: René Eisner (AUT) |

|                                                             |                                                  |       |           |                                                                                    |
| 30 mei Vriendschappelijk № 215 «onderlinge duels» 20:30 uur | Nederland                                        | 2 – 0 | Slowakije | De Kuip, Rotterdam Toeschouwers: 51.000 Scheidsrechter: Vladislav Bezborodov (RUS) |
| 30 mei Vriendschappelijk № 215 «onderlinge duels» 20:30 uur | Kornel Saláta 7' (e.d.) Rafael van der Vaart 75' |       |           | De Kuip, Rotterdam Toeschouwers: 51.000 Scheidsrechter: Vladislav Bezborodov (RUS) |

|                                                                  |                      |       |                                                        |                                                                                  |
| 15 augustus Vriendschappelijk № 216 «onderlinge duels» 19:15 uur | Denemarken           | 1 – 3 | Slowakije                                              | TRE-FOR Park, Odense Toeschouwers: 9.209 Scheidsrechter: Daniel Stålhammar (SWE) |
| 15 augustus Vriendschappelijk № 216 «onderlinge duels» 19:15 uur | Tobias Mikkelsen 22' |       | 63' Martin Jakubko 72' Marek Hamšík 83' Ľubomír Guldan | TRE-FOR Park, Odense Toeschouwers: 9.209 Scheidsrechter: Daniel Stålhammar (SWE) |

|                                                                        |                     |       |                  |                                                                                |
| 7 september WK-kwalificatie Groep G № 217 «onderlinge duels» 20:15 uur | Litouwen            | 1 – 1 | Slowakije        | Vėtra Stadionas, Vilnius Toeschouwers: 4.200 Scheidsrechter: Carlos Clos (ESP) |
| 7 september WK-kwalificatie Groep G № 217 «onderlinge duels» 20:15 uur | Marius Žaliūkas 18' |       | 41' Marek Sapara | Vėtra Stadionas, Vilnius Toeschouwers: 4.200 Scheidsrechter: Carlos Clos (ESP) |

|                                                                         |                                     |       |               |                                                                                    |
| 11 september WK-kwalificatie Groep G № 218 «onderlinge duels» 20:15 uur | Slowakije                           | 2 – 0 | Liechtenstein | Štadión Pasienky, Bratislava Toeschouwers: 4.500 Scheidsrechter: Simon Evans (WAL) |
| 11 september WK-kwalificatie Groep G № 218 «onderlinge duels» 20:15 uur | Marek Sapara 36' Martin Jakubko 78' |       |               | Štadión Pasienky, Bratislava Toeschouwers: 4.500 Scheidsrechter: Simon Evans (WAL) |

|                                                                       |                                         |       |                               |                                                                                       |
| 12 oktober WK-kwalificatie Groep G № 219 «onderlinge duels» 20:15 uur | Slowakije                               | 2 – 1 | Letland                       | Štadión Pasienky, Bratislava Toeschouwers: 4.012 Scheidsrechter: Danny Makkelie (NED) |
| 12 oktober WK-kwalificatie Groep G № 219 «onderlinge duels» 20:15 uur | Marek Hamšík 6' (pen.) Marek Sapara 10' |       | 84' (pen.) Māris Verpakovskis | Štadión Pasienky, Bratislava Toeschouwers: 4.012 Scheidsrechter: Danny Makkelie (NED) |

|                                                                       |           |                          |             |                                                                                       |
| 16 oktober WK-kwalificatie Groep G № 220 «onderlinge duels» 20:30 uur | Slowakije | 0 – 1                    | Griekenland | Štadión Pasienky, Bratislava Toeschouwers: 4.012 Scheidsrechter: William Collum (SCO) |
| 16 oktober WK-kwalificatie Groep G № 220 «onderlinge duels» 20:30 uur |           | 63' Dimitrios Salpigidis |             | Štadión Pasienky, Bratislava Toeschouwers: 4.012 Scheidsrechter: William Collum (SCO) |

|                                                                  |                                                  |       |           |                                                                                   |
| 13 november Vriendschappelijk № 221 «onderlinge duels» 17:30 uur | Tsjechië                                         | 3 – 0 | Slowakije | Andrův stadion, Olomouc Toeschouwers: 11.464 Scheidsrechter: Harald Lechner (AUT) |
| 13 november Vriendschappelijk № 221 «onderlinge duels» 17:30 uur | David Lafata 3' David Lafata 6' Bořek Dočkal 72' |       |           | Andrův stadion, Olomouc Toeschouwers: 11.464 Scheidsrechter: Harald Lechner (AUT) |

## FIFA-wereldranglijst
| JAN | FEB | MAR | APR | MEI | JUN | JUL | AUG | SEP | OKT | NOV | DEC |
| --- | --- | --- | --- | --- | --- | --- | --- | --- | --- | --- | --- |
| 39  | 38  | 35  | 35  | 34  | 39  | 44  | 42  | 45  | 48  | 43  | 47  |

| Dušan Kuciak      | 1985-05-21 | Legia Warschau    | 4 | 0 | 0 | 7  | 0  |
| Ján Mucha         | 1982-12-05 | Everton           | 3 | 0 | 0 | 35 | 0  |
| Dušan Perniš      | 1984-11-28 | Pogoń Szczecin    | 2 | 0 | 0 | 6  | 0  |
| Verdediging       |            |                   |   |   |   |    |    |
| Peter Pekarík     | 1986-10-30 | Hertha BSC        | 8 | 0 | 0 | 44 | 1  |
| Tomáš Hubočan     | 1985-09-17 | FK Zenit          | 6 | 0 | 0 | 20 | 0  |
| Martin Škrtel     | 1984-12-15 | Liverpool FC      | 6 | 0 | 0 | 58 | 5  |
| Kornel Saláta     | 1985-01-24 | FK Rostov         | 5 | 2 | 0 | 23 | 0  |
| Radoslav Zabavník | 1980-09-16 | 1. FSV Mainz 05   | 5 | 0 | 0 | 58 | 1  |
| Marek Čech        | 1983-01-26 | Trabzonspor       | 2 | 1 | 0 | 51 | 5  |
| Ľubomír Guldan    | 1983-01-30 | PFK Ludogorets    | 1 | 3 | 1 | 4  | 1  |
| Ľubomír Michalík  | 1983-08-13 | Portsmouth FC     | 1 | 0 | 0 | 7  | 2  |
| Lukáš Pauschek    | 1992-12-09 | Slovan Bratislava | 1 | 0 | 0 | 1  | 0  |
| Marián Čišovský   | 1979-11-02 | Viktoria Plzeň    | 0 | 1 | 0 | 11 | 0  |
| Ján Ďurica        | 1981-11-10 | Lokomotiv Moskou  | 0 | 1 | 0 | 53 | 2  |
| Middenveld        |            |                   |   |   |   |    |    |
| Marek Hamšík      | 1987-07-27 | SSC Napoli        | 9 | 0 | 2 | 60 | 10 |
| Marek Sapara      | 1982-07-31 | Trabzonspor       | 6 | 0 | 3 | 35 | 5  |
| Juraj Kucka       | 1987-02-26 | Genoa CFC         | 4 | 2 | 0 | 26 | 1  |
| Viktor Pečovský   | 1983-05-24 | MŠK Žilina        | 4 | 1 | 0 | 5  | 0  |
| Michal Breznaník  | 1985-12-16 | Amkar Perm        | 3 | 5 | 0 | 8  | 0  |
| Karim Guédé       | 1985-01-07 | SC Freiburg       | 2 | 2 | 0 | 8  | 0  |
| Dušan Švento      | 1985-08-01 | Red Bull Salzburg | 2 | 0 | 0 | 22 | 1  |
| Kamil Kopúnek     | 1984-05-18 | Slovan Bratislava | 1 | 1 | 0 | 17 | 2  |
| Roman Procházka   | 1989-03-14 | Levski Sofia      | 0 | 2 | 0 | 3  | 0  |
| Róbert Jež        | 1981-07-10 | Zagłębie Lubin    | 0 | 1 | 0 | 9  | 3  |
| Tomáš Kóňa        | 1984-03-01 | FK Senica         | 0 | 1 | 0 | 3  | 0  |
| Aanval            |            |                   |   |   |   |    |    |
| Miroslav Stoch    | 1989-10-19 | Fenerbahçe        | 8 | 0 | 1 | 35 | 4  |
| Marek Bakoš       | 1983-04-15 | Viktoria Plzeň    | 6 | 2 | 0 | 8  | 0  |
| Vladimír Weiss    | 1989-11-30 | Pescara           | 4 | 1 | 1 | 28 | 2  |
| Michal Ďuriš      | 1988-06-01 | Viktoria Plzeň    | 2 | 3 | 0 | 5  | 0  |
| Filip Hološko     | 1984-01-17 | Beşiktaş          | 1 | 5 | 0 | 60 | 8  |
| Stanislav Šesták  | 1982-12-16 | Bursaspor         | 1 | 1 | 0 | 41 | 10 |
| Erik Jendrišek    | 1986-10-26 | SC Freiburg       | 1 | 0 | 0 | 32 | 4  |
| Jakub Sylvestr    | 1989-02-02 | Erzgebirge Aue    | 1 | 0 | 0 | 2  | 0  |
| Martin Jakubko    | 1980-02-26 | Amkar Perm        | 0 | 3 | 2 | 28 | 6  |